# Dr.-Karl-Lueger-Platz

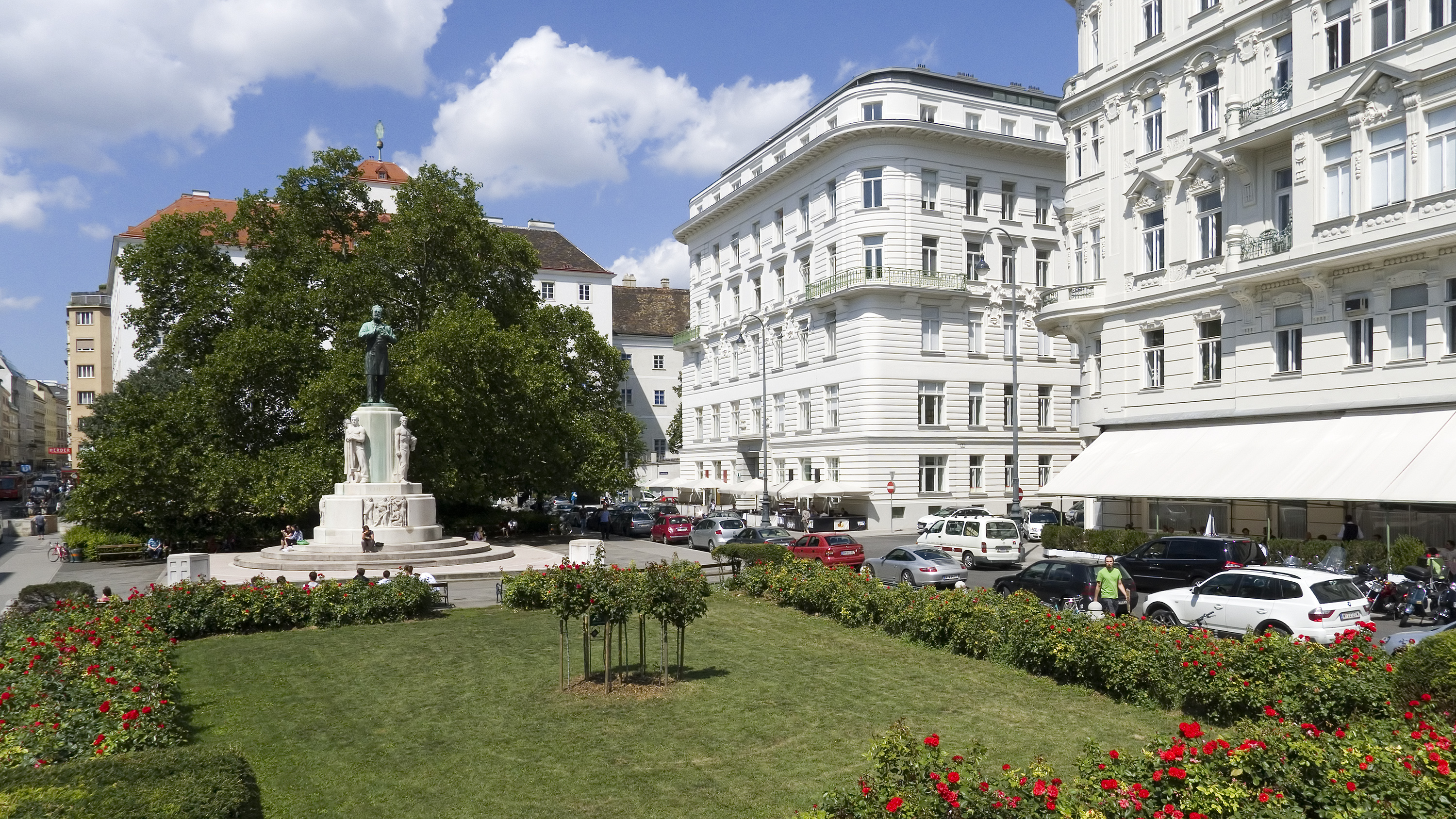
Der Dr.-Karl-Lueger-Platz in Richtung Wollzeile

Der Dr.-Karl-Lueger-Platz liegt im 1. Wiener Gemeindebezirk Innere Stadt. Er wurde 1926 nach dem Wiener Bürgermeister Karl Lueger benannt.

## Geschichte
Auf dem Gebiet des heutigen Dr.-Karl-Lueger-Platzes lagen im Mittelalter der Stadtgraben und das Glacis vor dem Stubentor. Ab 1561 befand sich hier die Kurtine zwischen Braun- und Dominikanerbastei und das nach außen verlegte neue Stubentor im Zuge der Wollzeile. Nachdem dieses 1858–1862 abgetragen wurde, verlängerte man 1865 die Wollzeile quer über den Ring bis zum Wienfluss, wodurch sich die Bauplätze für die Häuser Nr. 1, 2 und 3 am an den Parkring grenzenden Südrand des heutigen Dr.-Karl-Lueger-Platzes, ergaben. Jenseits der Ringstraße setzte sich die Wollzeile fort, bis dieser Teil 1932 in Weiskirchnerstraße umbenannt wurde. Richard Weiskirchner war als Magistratsdirektor engster Mitarbeiter Luegers und wurde 1912 selbst der letzte christlichsoziale Bürgermeister Wiens. Der nördlich der Wollzeile bestehende freie Platz am neuen Stubenring zählte zum Areal der bis 1857 außerhalb der Stadtmauer errichteten und 1901 demolierten Franz-Joseph-Kaserne und blieb danach, bis zur Integration in den Dr.-Karl-Lueger-Platz 1926, namenlos. Am nördlichen, an den Stubenring grenzenden, Rand des Dr.-Karl-Lueger-Platzes wurden die Häuser Nr. 5 und 6 errichtet, das Haus Nr. 4 (inzwischen 4, 4A und 4B) liegt an der Westseite des Platzes.
1926 wurde unter Bürgermeister Karl Seitz entschieden, das von einem privaten Komitee gestiftete Lueger-Denkmal hier aufzustellen. Im Zuge dessen erhielt der Platz den heutigen Namen. Von 1907 bis 1926 hatte der zuvor und danach Rathausplatz genannte Platz vor dem Wiener Rathaus den Namen Luegers getragen, doch erschien dem Roten Wien diese Adresse unangebracht, unter anderem da Lueger die Beteiligung der Arbeiterschaft an der Kommunalpolitik Wiens verhinderte, indem er sich weigerte das 1907 im Reichsrat, dem gesamtstaatlichen Parlament, eingeführte allgemeine, gleiche, direkte und persönliche Männerwahlrecht in Wien zu übernehmen.

## Lage und Charakteristik
Der Dr.-Karl-Lueger-Platz liegt im Osten der Inneren Stadt. Er wird im Osten vom Stubenring und im Westen vom Straßenzug Dominikanerbastei / Stubenbastei begrenzt. Weitere Straßen, die zum Platz führen, sind die Wollzeile im Westen und die Biberstraße im Norden. Über den Platz führt eine wichtige Verbindung aus der Inneren Stadt Richtung Landstraße, wobei der Autoverkehr stark eingeschränkt ist.
Im Zentrum des Platzes befinden sich eine Grünanlage mit Sitzbänken, das Lueger-Denkmal und ein Zugang zur U-Bahn-Station Stubentor. Diese Station der U-Bahn-Linie U3 liegt unter dem Dr.-Karl-Lueger-Platz. Weitere hier verkehrende öffentliche Verkehrsmittel sind die Autobuslinie 3A und die Straßenbahnlinie 2. Der Platz ist somit eine wichtige Umsteigestation für den öffentlichen Verkehr und wird stark von Fußgängern frequentiert. Für diese ist er auch einer der Zugänge zur historischen Altstadt.
Die Verbauung besteht großteils aus historistischen Gebäuden, im Westen befinden sich ein Bau aus den 1930er Jahren und ein schmuckloses Gebäude aus der Nachkriegszeit. Am Stubenring liegt dem Platz gegenüber das Österreichische Museum für angewandte Kunst, am Parkring der Stadtpark.

## Bemerkenswerte Gebäude

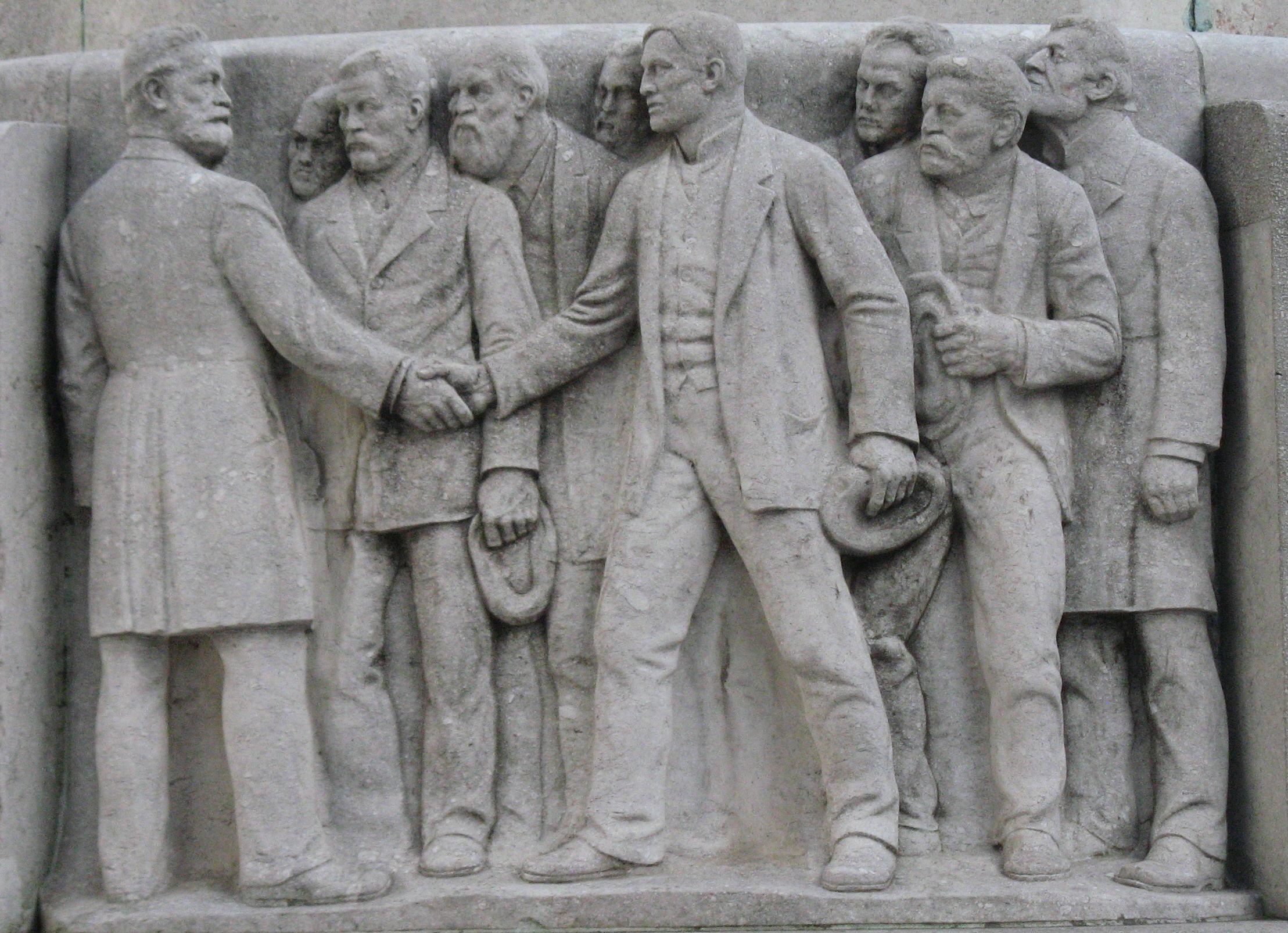
Relief am Luegerdenkmal

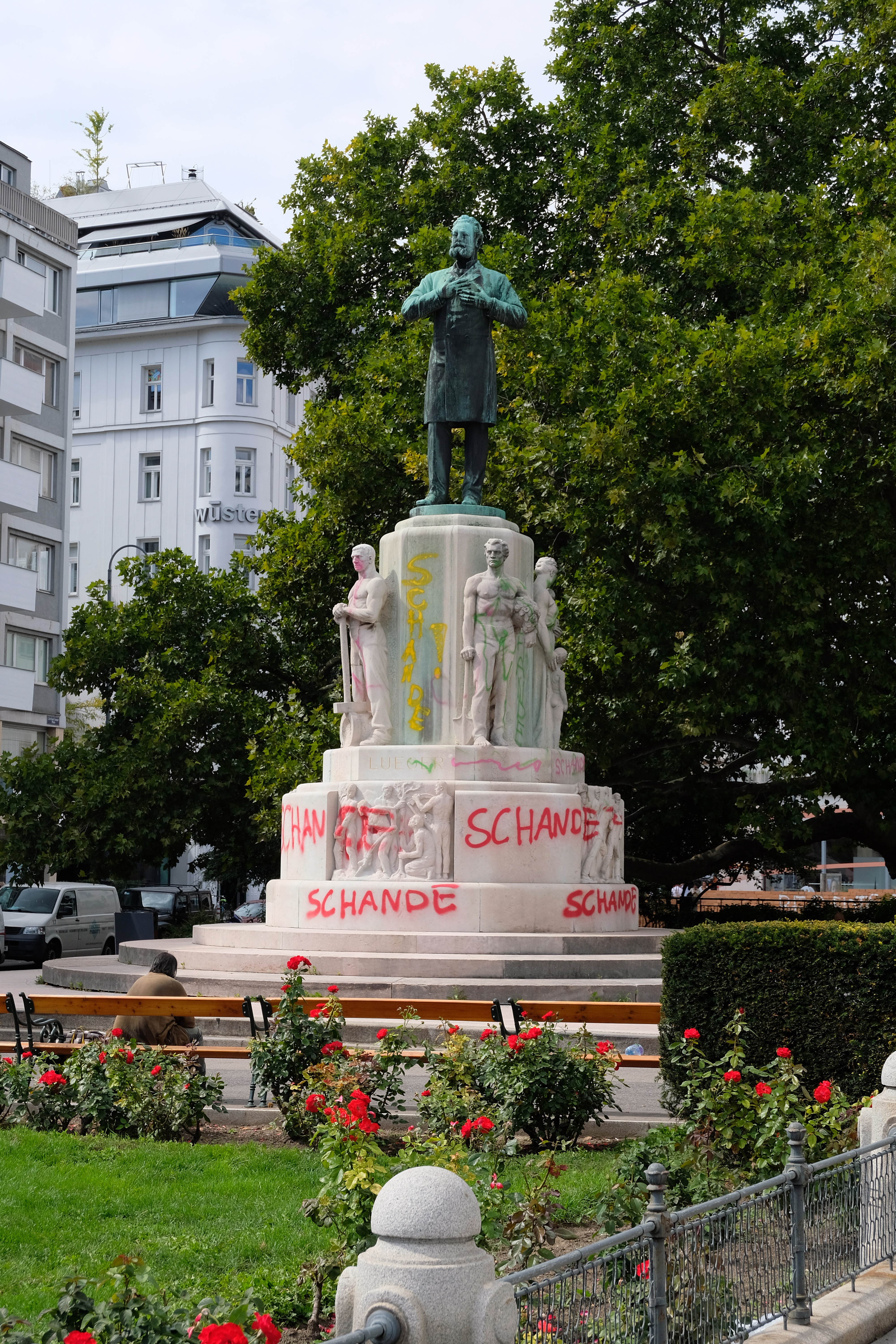
Graffiti auf dem Denkmal in Anspielung auf die antisemitische Haltung Luegers, Sept. 2020

### Lueger-Denkmal
Das Ehrenmal für den Wiener Bürgermeister Karl Lueger wurde 1913–1916 vom Bildhauer Josef Müllner geschaffen und sollte ursprünglich auf dem Rathausplatz aufgestellt werden. 1926 fand es seinen Platz auf dem neu benannten Dr.-Karl-Lueger-Platz. Auf einem Steinsockel steht die späthistoristische Bronzestatue des Bürgermeisters, die an den Ecken von vier Steinstatuen flankiert wird, die die Leistungen Luegers symbolisieren. Dabei handelt es sich um einen Arbeiter mit Gasrohr, für die Kommunalisierung der Gaswerke, einen Landarbeiter, der die Schaffung des Wald- und Wiesengürtels um Wien symbolisiert, eine trauernde Mutter, die auf die Witwen- und Waisenfürsorge hinweist, und einen alten Mann, der den Bau des Versorgungsheims in Lainz darstellt. Außerdem befinden sich auf jeder Seite des Sockels Reliefs, die ebenfalls Leistungen Luegers illustrieren.
Weil Karl Lueger sich als Politiker des antisemitischen Populismus bediente, ist das Denkmal heute stark umstritten. Im November 2021 wurde bekannt, dass die Stadt eine Umgestaltung des Denkmals plant. Für die Neugestaltung des Denkmals wurde ein Abriss abgelehnt und Änderungen am Denkmal müssen den geltenden Bestimmungen zum Denkmalschutz entsprechen. Bis zur Umgestaltung sollen die „Schande“ Schriftzüge auf der Statue verbleiben.

### Naturdenkmal
Hinter dem Luegerdenkmal steht eine ca. 15 Meter hohe, Ahornblättrige Platane. Die Krone misst mehr als 21 Meter, der Stammdurchmesser beträgt mehr als 1,3 Meter. Seit 1994 ist sie als Wiener Naturdenkmal 756 klassifiziert. Die Widmung wurde von Bürgermeister Michael Häupl im Beisein der 100-jährigen Berta Schirrer vorgenommen, die die Platane 1928 pflanzte. Das Naturdenkmal wurde laut mehrerer Gutachten durch einen vorgesehenen Tiefgaragenbau unter dem Platz gefährdet, die Pläne dazu wurden nicht umgesetzt. Auch die geplante Schiefstellung des Lueger-Ehrenmals könnte die Platane bedrohen. Laut Angaben der Stadt Wien bestand in beiden Fällen keine Gefahr für den Baum.

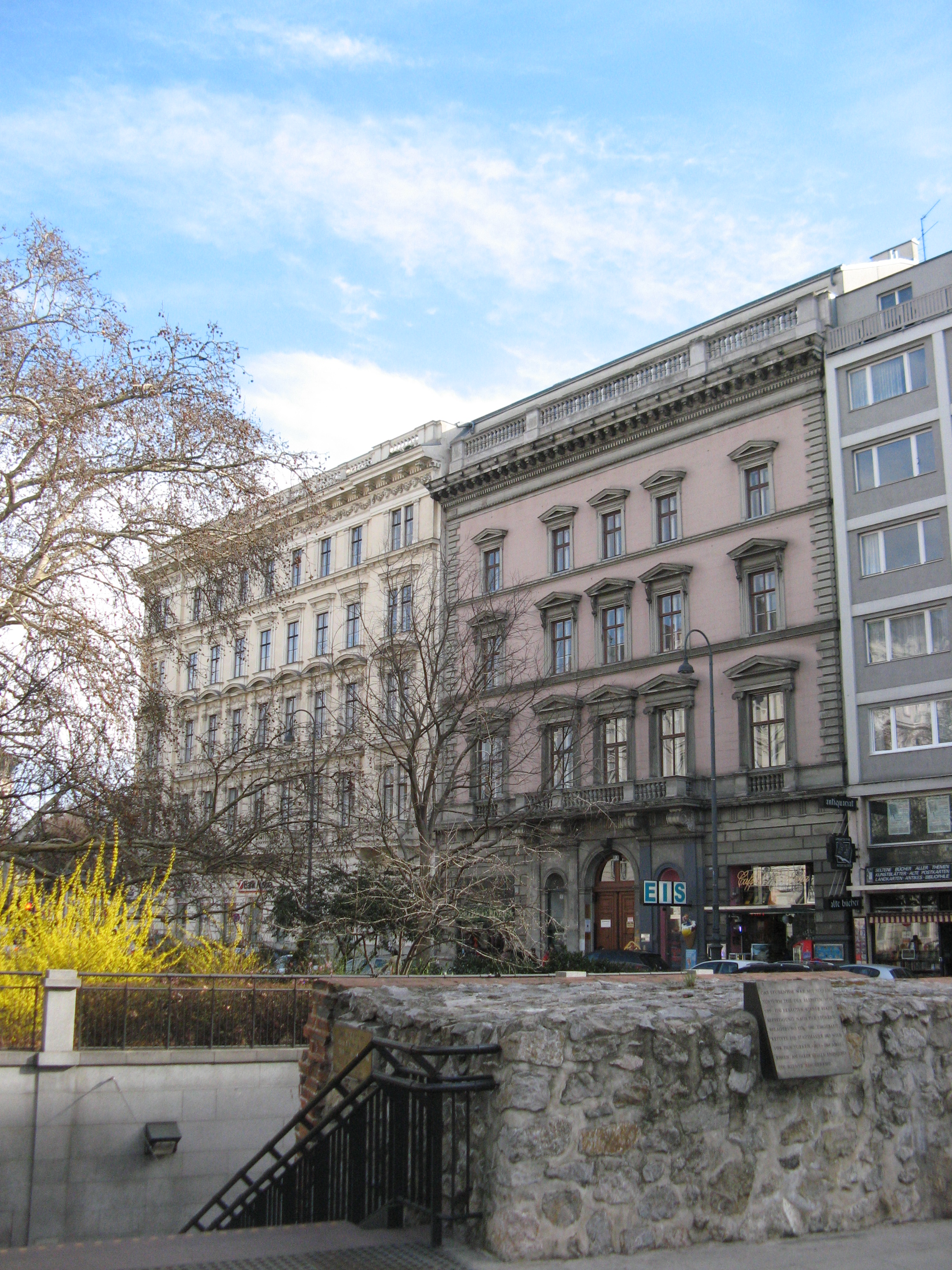
Reste der Stubenbastei mit Palais Klein im Hintergrund

### Reste des Stubentores
Im Zuge der Errichtung der U-Bahn-Station Stubentor wurden 1985–1987 bemerkenswerte Reste des nach 1858 abgerissenen Stubentors freigelegt. Teile der ehemaligen Stubenbastei wurden so aufgemauert, dass sie bis zur Oberfläche des Platzes sichtbar sind, während der Grundriss des Stubentors auf der Fahrbahn angedeutet wurde. An der Mauer der Stubenbastei wurden drei Informationstafeln angebracht, während in der U-Bahn-Station Vitrinen mit historischen Bildern über das Stubentor informieren. Die Station selbst wurde 1991 eröffnet und von der Architektengruppe Wilhelm Holzbauer, Heinz Marschalek, Georg Ladstätter und Norbert Gantar geplant. Vor den Mauerresten auf dem Dr.-Karl-Lueger-Platz steht ein Bronzemodell der ummauerten Wiener Altstadt. An der Mauer selbst wurde eine Gedenktafel für den Täufer Balthasar Hubmaier angebracht, der 1528 vor dem Stubentor hingerichtet wurde.

### Nr. 2: Palais Klein
1867 errichtete der Architekt Carl Tietz auf der mittleren Parzelle des Häuserblocks, neben dem Haus Nr. 1 an der Ecke zum Parkring, das strenghistoristische Palais Klein für die Industriellenfamilie Klein. Der hintere Trakt des Gebäudes wurde 1945 zerstört, nach dem Krieg folgten Veränderungen am Portal. Bemerkenswert sind vor allem die gut erhaltenen Räume der Beletage mit Deckengemälden.

### Nr. 4: Dominikanerkloster
An der Westseite des Platzes erstreckte sich ein Teil der hochmittelalterlichen Anlage des Dominikanerklosters bis zur Wollzeile. Dieser Trakt wurde 1937 abgerissen und durch einen Neubau ersetzt, wobei auch das reich ausgestattete Refektorium verloren ging. Durch den Neubau führt eine Durchfahrt zur Postgasse.

### Nr. 5: Ehemalige Post- und Telegraphendirektion

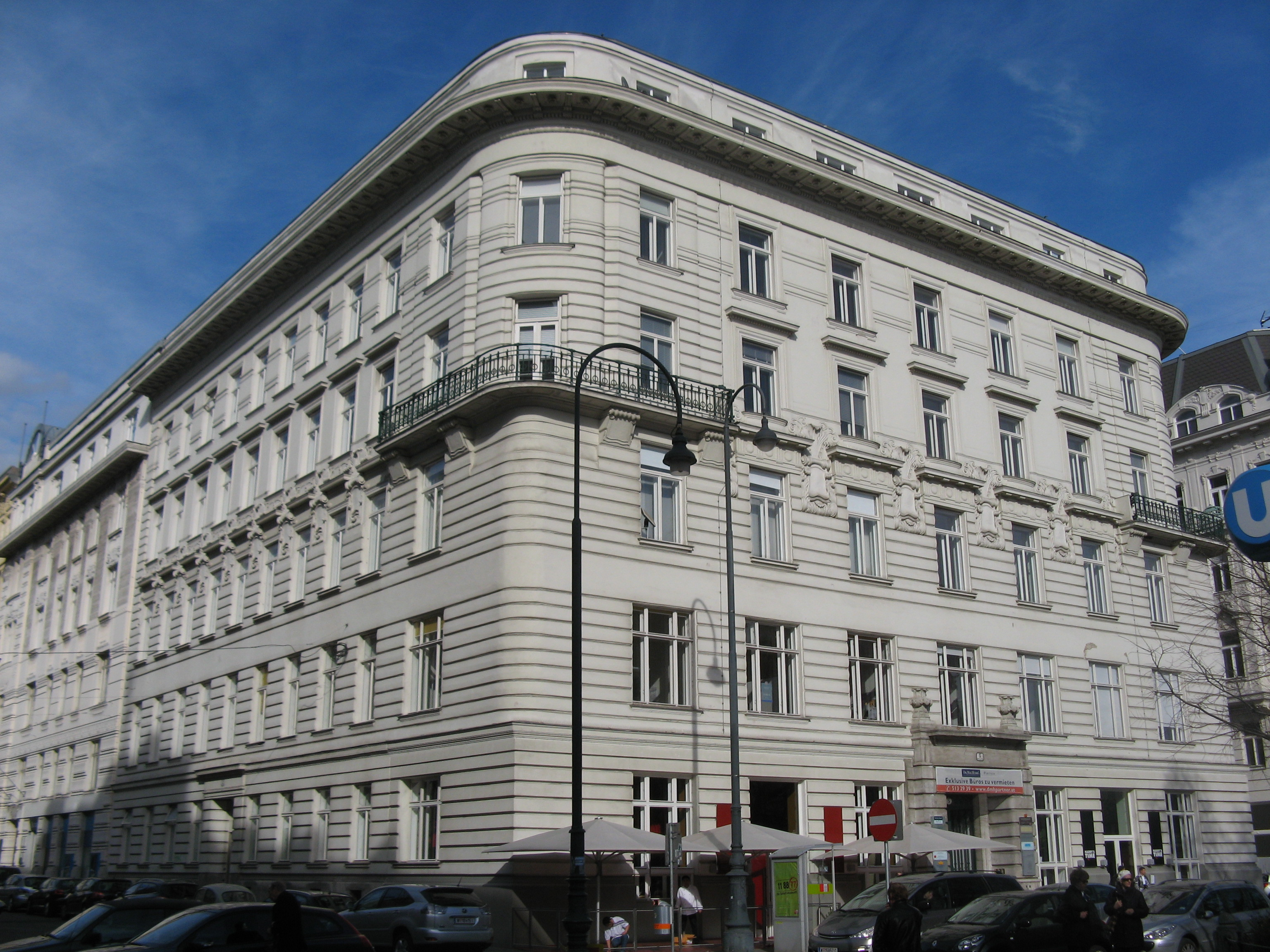
Ehemalige Post- und Telegraphendirektion (1902 / 1903) von Leopold Simony

An der Nordseite des Platzes entstand 1902–1903 zwischen Dominikanerbastei und Biberstraße, auf drei Seiten freistehend, das späthistoristische Gebäude der Post- und Telegraphendirektion nach Plänen von Leopold Simony. Einflüsse von Otto Wagner sind unübersehbar. Über die abgerundeten Hausecken führen Balkone. Am Portal befindet sich ein bemerkenswertes Schmiedeeisentor.

### Nr. 6: Café Prückel

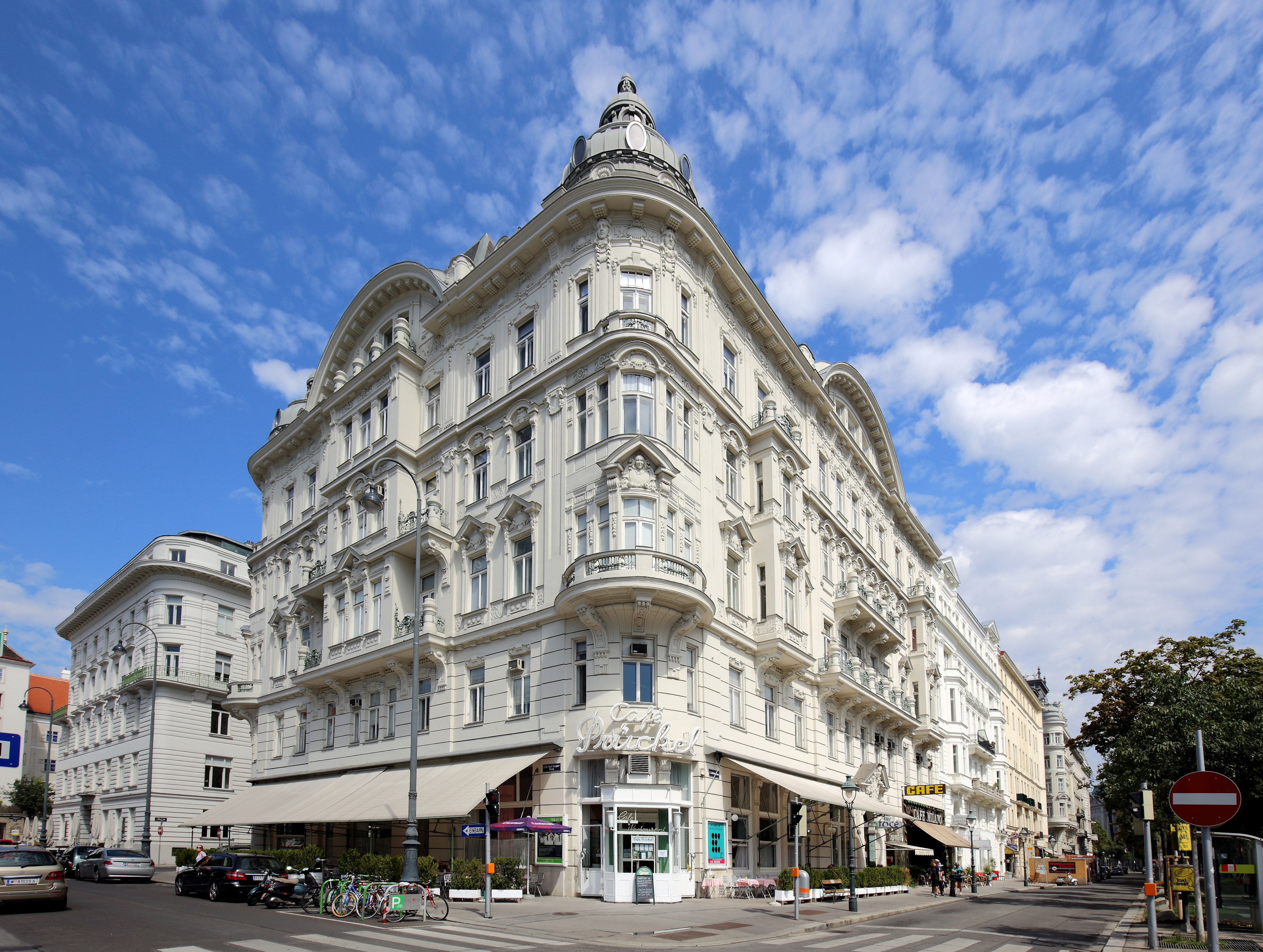
Wohn- und Geschäftshaus Dr.-Karl-Lueger-Platz Nr. 6

Zwischen Stubenring und Biberstraße befindet sich ein mächtiges späthistoristisches Gebäude, das 1902 / 1903 von Jakob Gartner im Auftrag des Rechtsanwalts Adolf Gallia erbaut wurde. Die Gestaltung der reichen Fassade fand im neobarocken Stil statt. Das Erdgeschoß wird vom Café Prückel eingenommen, das 1903 als Café Lurion eröffnet wurde. In den 1950er Jahren erfolgte im Inneren eine Umgestaltung durch Oswald Haerdtl. Diese Gestaltung blieb bis heute im vorderen Teil des Lokals erhalten, während der hintere Bereich in den 1980er Jahren wieder sein Aussehen aus der Zeit des Jugendstils erhielt.

## Kritik an der Benennung des Platzes

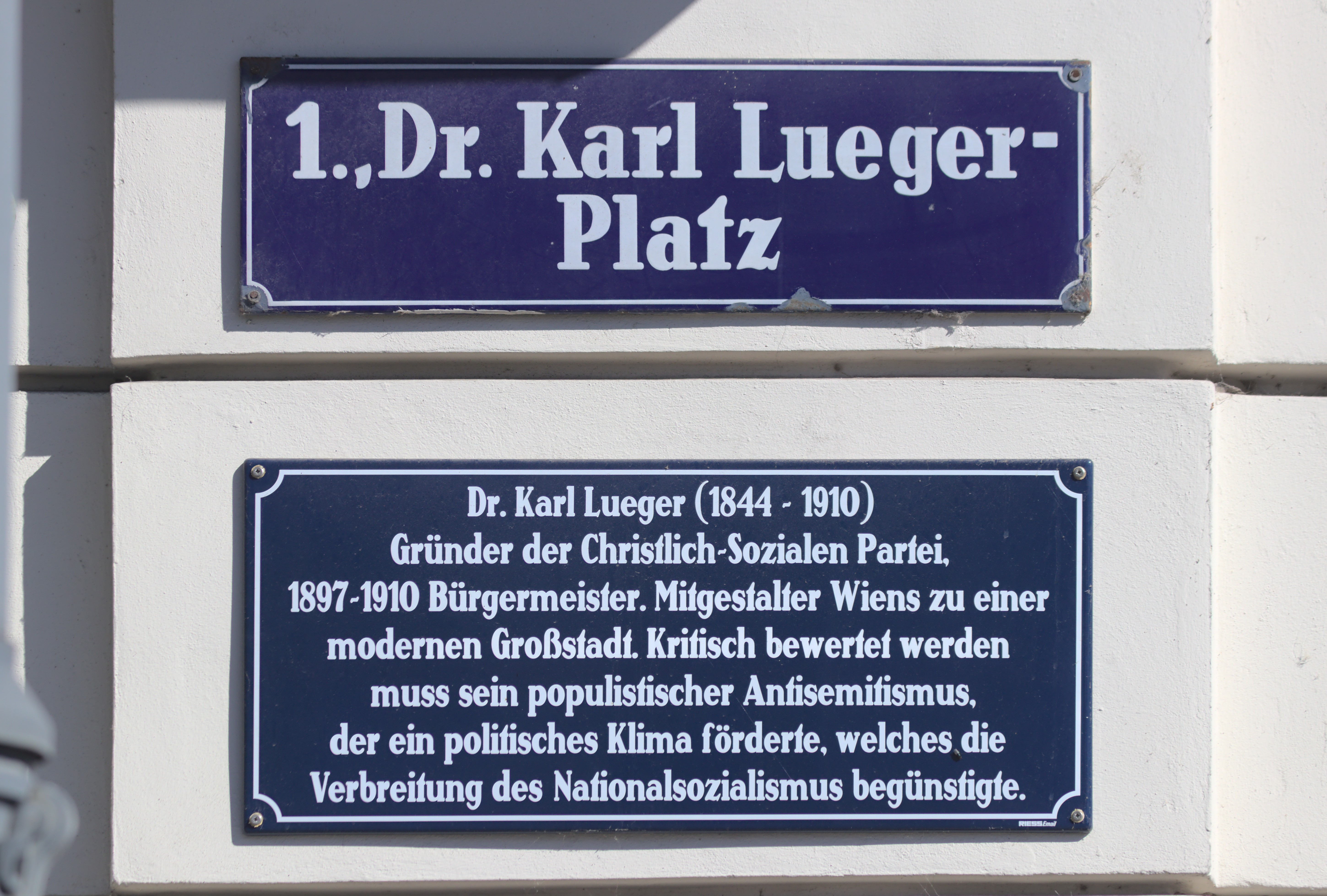
Straßenschild mit erklärender Zusatztafel, 2018

Die Benennung des Platzes zu Ehren von Karl Lueger wurde wiederholt kritisiert, da Lueger bekennender Antisemit war und öffentlich zum Mord an Juden aufgerufen hat. Der von der Stadt Wien 2011 in Auftrag gegebene Bericht Straßennamen Wiens seit 1860 als „Politische Erinnerungsorte“ stuft die Benennung in die „Gruppe A“ ein, die Kategorie der Benennungen, die als die problematischsten angesehen werden. Bei den Platz-da!-Kundgebungen 2022 setzten sich Ensemblemitglieder des Burgtheaters und des Wiener Volkstheaters, Vertreter der IKG Wien, der Jüdischen österreichischen Hochschüler:innen, der Akademie der bildenden Künste Wien, der Universität für angewandte Kunst Wien, sowie zahlreiche weitere Prominente für die Umbenennung des Platzes ein. Ebenfalls im Jahr 2022 richteten neun prominente in Österreich geborene Shoa‑Überlebende um den Nobelpreisträger Eric Kandel einen offenen Brief an Bürgermeister Michael Ludwig mit der Forderung den Platz umzubenennen. Der Brief wurde von Bürgermeister Ludwig nicht beantwortet. Auch IKG-Präsident Oskar Deutsch und der Direktor von Yad Vashem Dani Dayan haben sich für eine Umbenennung ausgesprochen.

### Umbenennungsvorschläge
Es wurden zahlreiche Vorschläge für die Umbenennung des Platzes gemacht. Eine Bürgerinitiative wollte den Platz 2013 nach Nelson Mandela benennen. Eine Petition mit über 41.000 Unterschriften forderte 2018 die Benennung nach der Aktivistin Ute Bock. Die Nationalrätin Eva Blimlinger hat 2020 eine Benennung nach Theodor Herzl ins Spiel gebracht. Der Rektor der Universität für angewandte Kunst Wien Gerald Bast und der Direktor des MAK – Museum für angewandte Kunst Christoph Thun-Hohenstein haben sich 2021 gemeinsam für eine Benennung nach Friedl Dicker-Brandeis ausgesprochen. Der ehemalige ÖVP-Bundesparteivorstand und Furche-Herausgeber Wilfried Stadler hat 2022 eine Benennung nach Bertha von Suttner vorgeschlagen. Die Stadtregierung lehnt eine Umbenennung des Platzes bislang kategorisch ab.